# Die Rote Kapelle
Die Rote Kapelle, letterlijk vertaald Het Rode Orkest, was een verzetsbeweging en spionagegroep, die volgens de regering van de voormalige DDR een grote invloed had op de nederlaag van Duitsland tijdens de Tweede Wereldoorlog, maar volgens westerse historici vooral als verzetsbeweging tegen de nazi's van betekenis was. Haar informatie zou voor de Sovjet-Unie echter van weinig waarde zijn geweest, omdat de Sovjets tijdens de Tweede Wereldoorlog militair niet in West-Europa geïnteresseerd zouden zijn. Nog altijd wordt de betekenis van de politiek linksgeoriënteerde beweging sterk verschillend beoordeeld, al naargelang de politieke kleur van de schrijver. De bekende theoloog Dietrich Bonhoeffer, zelf een tegenstander van de nazi's, had veel waardering voor de beweging.

## Ontstaan
Die Rote Kapelle ontstond omstreeks 1933 in kringen van Noord-Duitse kunstenaars en intellectuelen. De drie voornaamste "oprichters", dan wel leden van het eerste uur waren de architect Harro Schulze-Boysen en de econoom Arvid Harnack en diens vrouw Mildred Fish. In Berlijn deelde de groep o.a. vlugschriften uit, waarin de misdaden van de nazi's tegen Joden en politiek andersdenkenden werden onthuld en veroordeeld. De regering van de Sovjet-Unie kreeg lucht van het bestaan van de groep, en het Rode Leger kreeg opdracht, de groep te ondersteunen en internationaal uit te breiden. De bekendste spionnen zijn zonder meer Richard Sorge en Leopold Trepper. Sorge kreeg de leiding in de Japanse sector en Trepper werd de leiding in Europa toevertrouwd.
Die Rote Kapelle was de belangrijkste en meest effectieve spionagegroep tijdens de Tweede Wereldoorlog. Vanuit het hart van het Nazi-Duitsland begon het een organisatie die een web vormde over het gehele bezette gebied in Europa.

## Die Rote Kapelle in Oostende
Toen Trepper op bezoek kwam in Oostende was hij niet opgetogen over de winkelruimte en het tekort aan vluchtwegen. Daarom ging hij, samen met zijn vriend Grossvogel, op zoek naar een andere winkel die hij wat verder in de Kapellestraat vond. Het lukte hem een huis te huren in de aanliggende Witte Nonnenstraat en hij verbond beide huizen, die aan elkaar waren gebouwd, door enkele muren te slopen en te vervangen door een gang. Aldus schiep hij zich een mooie vluchtweg, terwijl de winkelruimte veel groter was dan de vorige en er ook meerdere achterzalen in voorkwamen. Mikhail Makarov was in het bezit gekomen van drie zenders, een in Brussel, een in Charleroi en een in Oostende. Alhier werd een Oostendse telegrafist aangeworven, een marconist op de Oostende-Doverlijn, die door de Russische ingenieur Yefremen aan Grossvogel werd voorgesteld.
Leopold Trepper was op de hoogte van de datum waarop de Duitsers België zouden binnenvallen en wist ook dat zij op zoek waren naar zijn groepering. Daarom vertrok hij, op 9 mei, met de Oostendse zender en zijn kompanen naar Knokke om vandaar, bij het uitbreken van de oorlog te verhuizen naar Brussel.
Daardoor waren de bombardementen van de Duitsers op de Kapellestraat en omliggende totaal overbodig, maar dat wisten de Duitsers op dat moment niet.

## Het einde
Die Rote Kapelle heeft nog geruime tijd meegespeeld maar toen Efremov werd aangehouden en fel gemarteld werd tijdens de ondervragingen, verraadde hij een deel van de groep. Hoewel dit een klein deel was, werden er toch nog dertig man aangehouden en ter dood veroordeeld. Volgens een andere lezing wist de Duitse contraspionage, de Abwehr, in 1942 een geheim bericht van de groep te ontcijferen, en zo achter de verblijfplaatsen van enige leden te komen. In totaal werden 217 leden van Die Rote Kapelle aangehouden en veroordeeld, 143 werden geëxecuteerd (veelal in de gevangenis Berlijn-Plötzensee, door ophanging of verloren het leven in een concentratiekamp.

## Leden van Die Rote Kapelle
Hieronder een (niet complete) lijst van leden van 'Die Rote Kapelle'.
- Rita Arnould († 1943)
- Arnold Bauer (* 1910)
- Carl Baumann (1912–1996)
- Karl Behrens (1909–1943)
- Hanna Berger (1910–1962)
- Liane Berkowitz (1923–1943)
- Charlotte Bischoff (1901–1994)
- Cato Bontjes van Beek (1920–1943)
- Erika von Brockdorff (1911–1943)
- Eva-Maria Buch (1921–1943)
- Hans Coppi (1916–1942)
- Hilde Coppi, geb. Rake (1909–1943)
- Fritz Cremer (1906–1993)
- Martha Dodd (1908–1990)
- Jacques Duclos (1896–1975)
- Ursula Götze (1916–1943)
- John Graudenz (Johannes Graudenz) (1884–1942)
- Adolf Grimme (1889–1963)
- Leon Großvogel (1804–1943/44)
- Wilhelm Guddorf (1902–1943)
- Arvid Harnack (1901–1942)
- Mildred Harnack, geb. Fish (1902–1943)
- Henrika Hillbolling, geb. Voogd (op 19 augustus 1942 in Amsterdam gearresteerd)
- Jacob Hillboling († fort van Breendonk, 24 januari 1943)
- Albert Hössler (1910–1942)
- Walter Husemann (1909–1943)
- Jules Jaspar (1878–1963)
- Annie Krauss (1884-1943)
- Werner Krauss (1900–1976)
- William Kruyt († in het fort van Breendonk)
- Walter Küchenmeister (1897–1943)
- Adam Kuckhoff (1887–1942)
- Greta Kuckhoff (1902–1981)
- Willy Lehmann (1884–1942)
- Angele Lorge
- Marcus Lustbader
- Jean Masson
- Jean Passelecq
- Elfriede Paul (1900–1981)
- Fernand Pauriol (1913–1944)
- Maurice Peper (Amsterdam 1906-Berlijn-Plötzensee 28 juli 1943)
- Jan Postma (1895–1944)
- Friedrich Rehmer (1921–1943)
- John Rittmeister (1898–1943)
- Henri Robinson (Brussel, 8 mei 1897 – vermoord in 1944)
- Beppo Römer (Josef Römer) (1892–1944)
- Helmut Roloff (1912–2001)
- Henri de Ryck (omgekomen in concentratiekamp Mauthausen)
- Heinrich Scheel (1915–1996)
- Rudolf von Scheliha (1897–1942)
- Germaine Schneider (Brussel, 17 maart 1903 – Zürich, 12 november 1945)
- Harro Schulze-Boysen (1909–1942)
- Libertas Schulze-Boysen, geb. Haas-Heye (1913–1942)
- Elisabeth Schumacher (1904–1942)
- Auguste Sésée († Berlijn-Plötzensee, 28 juli 1943)
- Hersch Sokol (1908-1943), lid van de Kommunistische Partij van België
- Richard Sorge
- Charles Spaak (1903–1975)
- Claude Spaak
- Lucie Spaak
- Madeleine Spaak
- Suzanne Spaak (1905–1944)
- Alexander Spoerl (1917–1978)
- Isidor Springer (Antwerpen, 23 juli 1912 – Fresnes, 24 december 1942)
- Maria Terwiel (1910–1943)
- Louis Thevenet († Bremen, mei 1945)
- Fritz Thiel (1916–1943)
- Leopold Trepper (1904–1982)
- Marie-Therese Verboren
- Günther Weisenborn (1902-1969)
- Joy Weisenborn , echtgenote van Günther, (* als Margarete Schnabel; 1914-2004)
- Anton Winterink (Arnhem, 5 november 1914 – Brussel, 6 juli 1944)

## Verwante onderwerpen
- De Witte Roos
- Kreisauer Kreis

## Film
In februari 2024 ging de film In Liebe, Eure Hilde in première, die handelt over Hilde Coppi en de verzetsgroep.